# Сен-Женгольф (Вале)
Сен-Женго́льф (фр. Saint-Gingolph) — громада в Швейцарії в кантоні Вале, округ Монте.

## Географія
Громада розташована на південно-східному березі Женевського озера в гирлі гірської річки Морж, якою пролягає швейцарсько-французький кордон. З іншого берега річки розташована однойменна французька громада. Відстань від Берна становить близько 80 км на південний захід, від Сьйона — 50 км на північний захід.
Сен-Женгольф має площу 14,5 км², з яких на 4,6 % дозволяється будівництво (житлове та будівництво доріг), 11,2 % використовуються в сільськогосподарських цілях, 60,9 % зайнято лісами, 23,3 % не є продуктивними (річки, льодовики або гори).

## Демографія
2019 року в громаді мешкало 967 осіб (+8,9% порівняно з 2010 роком), іноземців було 27,5%. Густота населення становила 67 осіб/км².
За віковим діапазоном населення розподілялося таким чином: 18,6% — особи молодші 20 років, 56,5% — особи у віці 20—64 років, 24,9% — особи у віці 65 років та старші. Було 445 помешкань (у середньому 2,1 особи в помешканні).